# Terheijl
Terheijl est un hameau situé dans la commune néerlandaise de Noordenveld, dans la province de Drenthe.